# Dagangliu
Dagangliu (kinesiska: 大岗刘, 大岗刘乡) är en socken i Kina. Den ligger i provinsen Henan, i den centrala delen av landet, nära eller i provinshuvudstaden Zhengzhou.
Genomsnittlig årsnederbörd är 604 millimeter. Den regnigaste månaden är juli, med i genomsnitt 133 mm nederbörd, och den torraste är januari, med 5 mm nederbörd.